# Lago Wānaka
El lago Wānaka (también deletreado como lago Wanaka) es el cuarto lago más grande de Nueva Zelanda. Ubicado en la región de Otago, se encuentra a 278 metros sobre el nivel del mar, cubre 192 km², y tiene más de 300 m de profundidad.
«Wānaka» es la pronunciación del dialecto de la isla Sur de wānanga, que significa «la tradición del tohunga o sacerdote» o un lugar de aprendizaje.
La ciudad más cercana al lago se llama Wanaka. Anteriormente, se encontraba un asentamiento de los Kāti Mamoe en el sitio del actual municipio, nombrado como Para karehu.

## Geografía
El lago Wānaka se encuentra en el corazón de los lagos Otago en la parte baja de la isla Sur de Nueva Zelanda. El municipio de Wanaka, que se encuentra en un valle glaciar a orillas del lago, es la puerta de entrada al Parque nacional del Monte Aspiring. El lago Hāwea se encuentra a 15 minutos en coche, de camino a la ciudad fronteriza de Makarora, la última parada antes de la región del glaciar de la costa oeste. Al sur se encuentra el histórico valle de Cardrona, una popular ruta alpina escénica hacia la vecina Queenstown.

### Geología
En su mayor extensión, que se encuentra aproximadamente a lo largo de un eje norte-sur, el lago tiene 42 kilómetros de largo. Su punto más ancho, en el extremo sur, es de 10 kilómetros. La orilla occidental del lago está bordeada de altos picos que se elevan a más de 2000 metros sobre el nivel del mar. A lo largo de la costa este, el terreno sigue siendo montañoso, pero los picos son algo más bajos.
El lago Wānaka se encuentra en un valle en forma de U formado por la erosión glaciar durante la última edad de hielo, hace más de 10 000 años. Es alimentado por los ríos Mātukituki y Makarora, y en su lugar tiene el nacimiento del río Clutha. El cercano lago Hāwea se encuentra en un valle glaciar paralelo ubicado a ocho kilómetros al este. En su punto más cercano (una cresta rocosa llamada The Neck («El Cuello»)), los lagos están separados por solo 1000 metros.
Las islas pequeñas hacia el pie del lago incluyen las islas Ruby Island, Harwich y las Stevensons. Algunos albergan santuarios ecológicos, como uno para el rascón weka en la isla Stevensons.
Las ciudades de Wanaka y Albert Town están cerca de la desembocadura del lago en el río Clutha.

### Clima
| Parámetros climáticos promedio de Lago Wānaka                        | Parámetros climáticos promedio de Lago Wānaka | Parámetros climáticos promedio de Lago Wānaka | Parámetros climáticos promedio de Lago Wānaka | Parámetros climáticos promedio de Lago Wānaka | Parámetros climáticos promedio de Lago Wānaka | Parámetros climáticos promedio de Lago Wānaka | Parámetros climáticos promedio de Lago Wānaka | Parámetros climáticos promedio de Lago Wānaka | Parámetros climáticos promedio de Lago Wānaka | Parámetros climáticos promedio de Lago Wānaka | Parámetros climáticos promedio de Lago Wānaka | Parámetros climáticos promedio de Lago Wānaka | Parámetros climáticos promedio de Lago Wānaka |
| Mes                                                                  | Ene.                                          | Feb.                                          | Mar.                                          | Abr.                                          | May.                                          | Jun.                                          | Jul.                                          | Ago.                                          | Sep.                                          | Oct.                                          | Nov.                                          | Dic.                                          | Anual                                         |
| -------------------------------------------------------------------- | --------------------------------------------- | --------------------------------------------- | --------------------------------------------- | --------------------------------------------- | --------------------------------------------- | --------------------------------------------- | --------------------------------------------- | --------------------------------------------- | --------------------------------------------- | --------------------------------------------- | --------------------------------------------- | --------------------------------------------- | --------------------------------------------- |
| Temp. máx. media (°C)                                                | 23.9                                          | 23.4                                          | 20.8                                          | 17.3                                          | 12.2                                          | 8.4                                           | 8.4                                           | 11.0                                          | 14.4                                          | 16.8                                          | 19.8                                          | 21.9                                          | 16.5                                          |
| Temp. mín. media (°C)                                                | 10.8                                          | 10.4                                          | 8.4                                           | 5.1                                           | 1.6                                           | -0.9                                          | -1.2                                          | -0.2                                          | 2.4                                           | 5.0                                           | 7.3                                           | 9.6                                           | 4.9                                           |
| Precipitación total (mm)                                             | 56.9                                          | 50.2                                          | 60.7                                          | 56.4                                          | 62.7                                          | 54.5                                          | 52.2                                          | 52.8                                          | 56.4                                          | 63.1                                          | 54.7                                          | 51.9                                          | 672.5                                         |
| Horas de sol                                                         | 231.5                                         | 201.7                                         | 182.6                                         | 164.0                                         | 135.5                                         | 120.5                                         | 126.6                                         | 155.8                                         | 172.5                                         | 193.8                                         | 202.2                                         | 212.1                                         | 2098.8                                        |
| Fuente: http://www.lakewanaka.co.nz/content/library/Weather_data.pdf |                                               |                                               |                                               |                                               |                                               |                                               |                                               |                                               |                                               |                                               |                                               |                                               |                                               |

## Historia

### Exploración y asentamiento
Para los maoríes, la zona de Wānaka era una encrucijada natural. El paso de Haast dio acceso a la West Coast y su pounamu; el valle de Cardrona conducía al puente de roca natural «Whatatorere», que era el único lugar por el que se podían cruzar el río Kawarau y el río Clutha sin botes. Las cañas nativas se utilizaron para construir los mōkihi, unas pequeñas embarcaciones que permitían un rápido regreso río abajo hacia la costa este. La cuenca de Cromwell albergaba una gran población de moas, que fueron cazados hasta la extinción hace unos 500 años.
Hasta principios del siglo XIX, Wānaka era visitado anualmente por los Ngāi Tahu, que buscaba los pounamu en las montañas sobre el río Haast y cazaba anguilas y pájaros durante el verano, regresando a la costa este descendiendo por el río Clutha en los mōkihi.
Según los Ngāi Tahu, el lago Wānaka fue excavado por un explorador de Waitaha llamado Rākaihautū con su kō Tūwhakaroria. Después de que los de Waitaha llegaran al Uruao waka en Whakatū (Nelson), Rākaihautū dividió a su gente en dos grupos. Rākaihautū condujo a su grupo por el centro de la isla, cavando los lagos de agua dulce de Te Waipounamu (isla Sur).
Alrededor del lago se encontraban numerosos kāinga mahinga kai (lugares de recolección de alimentos) y kāinga nohoanga (asentamientos). El asentamiento de Kāti Māmoe en el sitio de la moderna Wanaka fue originalmente llamado Para karehu. La zona fue invadida por los Ngāi Tahu a principios del siglo XVIII.
El uso de la tierra por parte de los Ngāi Tahu terminó con los ataques de las tribus de la isla Norte. En los últimos años de las guerras de los Mosquetes, en 1836, el jefe de los Ngāti Tama, Te Puoho, dirigió un grupo de guerra de 100 personas, armados con mosquetes, por la costa oeste y sobre el paso de Haast: cayeron en el campamento de Ngāi Tahu entre el lago Wānaka y lago Hāwea, capturando a 10 personas y matando y devorando a dos niños. Aunque Te Puoho fue asesinado más tarde por el líder del sur de Ngāi Tahu, Tuhawaiki, cesaron desde entonces las visitas estacionales de los maoríes al área.
El primer mapa conocido del lago Wānaka fue dibujado en 1844 por el líder sureño de Ngāi Tahu, Te Huruhuru. El primer europeo en ver el lago fue Nathaniel Chalmers en 1853. Guiado por Reko y Kaikoura, caminó desde Tuturau (Southland) hasta el lago a través del río Kawarau. Sin embargo, fue afectado por disentería, por lo que sus guías lo devolvieron por el Clutha, aprovechando los rápidos en un bote de caña mōkihi.
Para 1861, se habían establecido varias zonas de pastoreos de ovejas en y alrededor del extremo sur del lago, y en 1862, el lago en sí fue inspeccionado en un bote ballenero. El primer nombre europeo del lago fue Pembroke.

### Uso actual y turismo

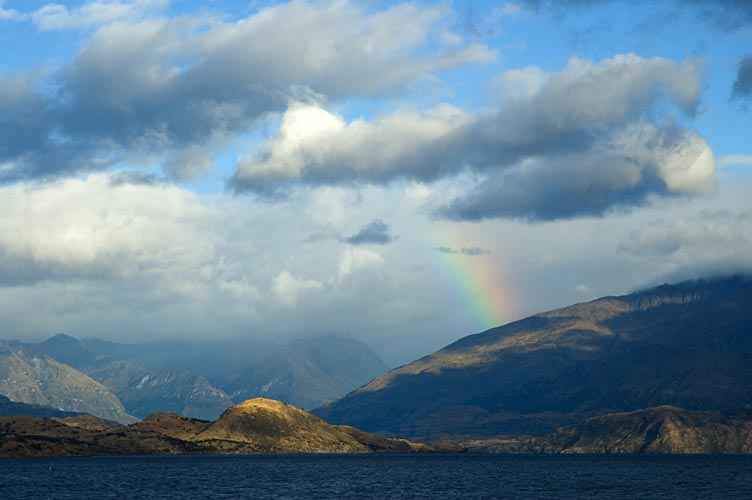
Lago Wānaka en un día nublado.

Además de la cría de ovejas, que sigue en curso, el lago es ahora un lugar popular y se usa mucho en el verano para pescar, pasear en bote y nadar. Las montañas cercanas y los rápidos ríos permiten el turismo de aventura durante todo el año, con instalaciones para practicar esquí y motos acuáticas en las cercanías.
Con el aeropuerto de Queenstown a corta distancia, el turismo tiene cada vez más importancia.

### Conservación
Como uno de los pocos lagos de la isla Sur con una costa sin modificar, el lago está protegido por una legislación especial, la Lake Wanaka Preservation Act de 1973. La ley estableció un grupo de «Guardianes del lago Wanaka», designado por el ministro de Conservación, que aconseja sobre medidas para proteger el lago.
La maleza de oxígeno, una planta de acuario y una especie invasora nativa del sur de África, ha sido un problema en el ecosistema del lago durante algún tiempo. Los intentos de erradicar la maleza no han tenido éxito. Las importantes operaciones de dragado por succión se han mostrado prometedoras, pero tienden a pasar por alto lugares aislados en donde luego vuelven a crecer lechos de malezas más grandes.

## En la cultura popular

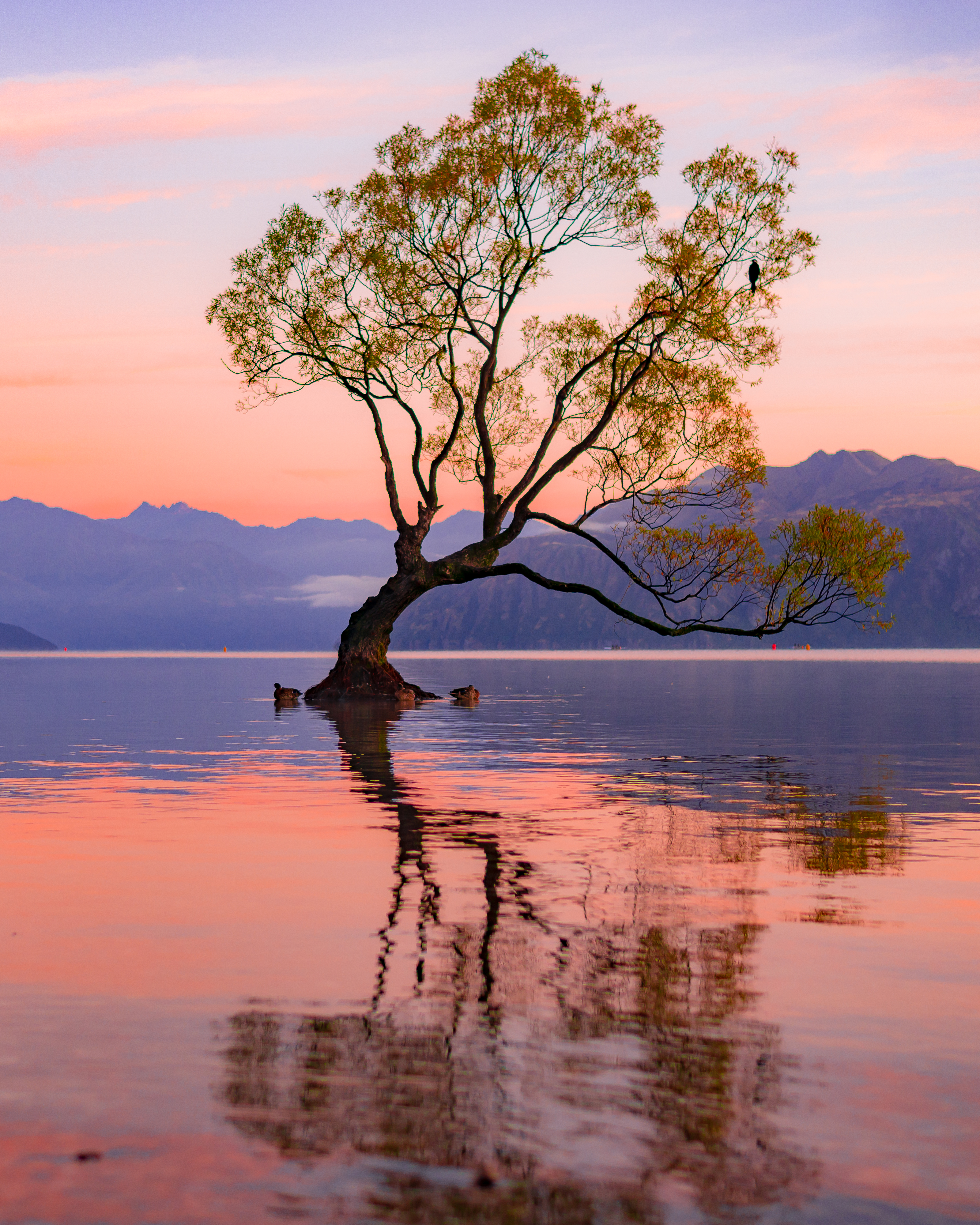
«That Wanaka Tree».

«That Wanaka Tree» es un sauce que crece justo dentro del lago, siendo una atracción turística por derecho propio, y aparece en los feeds de Instagram de muchos turistas. Algunos vándalos cortaron las ramas inferiores del árbol en 2020.

### Cine
La región ha sido escenario de muchas películas internacionales, como El señor de los anillos, El hobbit, Legend of Zu Mountain, y A Wrinkle in Time. El lago Wānaka fue mencionado varias veces en la película de 2006 Misión imposible III, como un lugar que visitó la pareja principal y como respuesta a la pregunta de Ethan Hunt por teléfono para verificar la identidad de su esposa.
La cocinera y escritora neozelandesa Annabel Langbein, propietaria de una pequeña finca al lado del lago, filmó aquí sus series The Free Range Cook y Simple Pleasures.

### Refugio para ricos
Se ha informado que Nueva Zelanda es un refugio favorito para los «súper ricos» en caso de un cataclismo. Uno de estos individuos de alto nivel adquisitivo es Peter Thiel, quien compró 193 hectáreas de terreno junto al lago en 2015, aunque no lo había desarrollado hasta 2020.